# José Luciano de Oliveira
José Luciano de Oliveira (São Francisco do Sul — ?) foi um político brasileiro.
Foi reformado como capitão do 8º Batalhão de São Francisco do Sul, em 19 de novembro de 1852.
Foi deputado à Assembleia Legislativa Provincial de Santa Catarina na 7ª legislatura (1848 — 1849).